# Hui Ruoqi
Hui Ruoqi (chinesisch 惠若琪, Pinyin Huì Ruòqí; * 4. März 1991 in Dalian) ist eine ehemalige chinesische Volleyballspielerin.
Hui Ruoqi war von 2007 bis 2017 Außenangreiferin in der chinesischen Nationalmannschaft und gewann bei den Olympischen Spielen 2016 in Rio de Janeiro die Goldmedaille. Sie wurde außerdem 2014 Vizeweltmeisterin in Italien und 2011 Dritte beim Weltpokal in Japan. Hui wurde auch 2011 und 2015 Asienmeisterin.
Hui beendete 2018 aus Verletzungsgründen ihre Karriere und ist seitdem auch verheiratet.